# Salainen puutarha
Salainen puutarha è il secondo album in studio della cantante finlandese Marita Taavitsainen, pubblicato nel 1998 su etichetta discografica Sonet Records.

## Tracce
1. André – 4:16
2. Muistatko – 3:51
3. Missä aiot sä viettää yösi – 3:19
4. Pohjoisen poika – 2:38
5. Rakkauden silta – 2:34
6. Salainen puutarha – 3:01
7. Rakastan, rakastan, rakastan – 4:11
8. Kelle kellot soivat – 2:59
9. Tulppaaneita peltipurkissa – 3:06
10. Kultahiekkaa – 2:58
11. Suudelmia ja shampanjaa – 3:23
12. Kun kosket mua – 4:07

## Classifiche
| Classifica (1998) | Posizione massima |
| ----------------- | ----------------- |
| Finlandia         | 7                 |